# Kner Nyomda
A Kner Nyomdát (ma hivatalosan: Gyomai Kner Nyomda Zrt.) Kner Izidor 1882-ben, 22 éves korában alapította Gyomán.

## A nyomda története

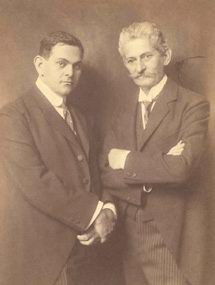
Kner Imre és édesapja, Kner Izidor

Kner Izidor őseihez hasonlóan könyvkötészetet tanult, de vándorlásai során elsajátította a betűszedés és a nyomtatás fortélyait is.
A nyomda indulásakor egyszerű gépekkel és egy fióknyi betűvel rendelkezett, rövid terjedelmű egyházi nyomtatványok voltak első munkái, majd községi igazgatásban használt nyomtatványokat készített. Felismerte, hogy a biztos megélhetéshez a helyi megrendelők mellett szélesebb piacot kell találnia. A nyomdájában elkészült kiadványok kicsinyített másaiból mintatárat készített, amelyek az ország valamennyi területére eljutottak, s nevét ismertté tették. 1911-re a nyomtatvány-mintatár már 624 oldalas volt és több mint kétezerféle közigazgatási nyomtatvány kicsinyített mását közölte.
Az első világháború jelentős károkat okozott a nyomdának, mivel az ország területének csökkenésével a megrendelések száma is csökkent. 1921-től Kner Imre kiváló nyomdászként és közigazgatási szakértőként bekapcsolódik a munkába: átvette apjától a közigazgatási nyomtatványjegyzékek szerkesztését.

### Sikerének titka
A Kner nyomda három területen kerekedett konkurensei fölé:
- Közigazgatási szaktudásuknak köszönhetően a jogszabályokat értelmezve maguk szerkesztették meg az igen praktikus nyomtatványokat.
- Rendkívül gyorsak voltak.
- Mivel nagy példányszámmal dolgoztak, azonos áron sokkal jobb minőséget nyújtottak, mint konkurenseik.

## Meghívók

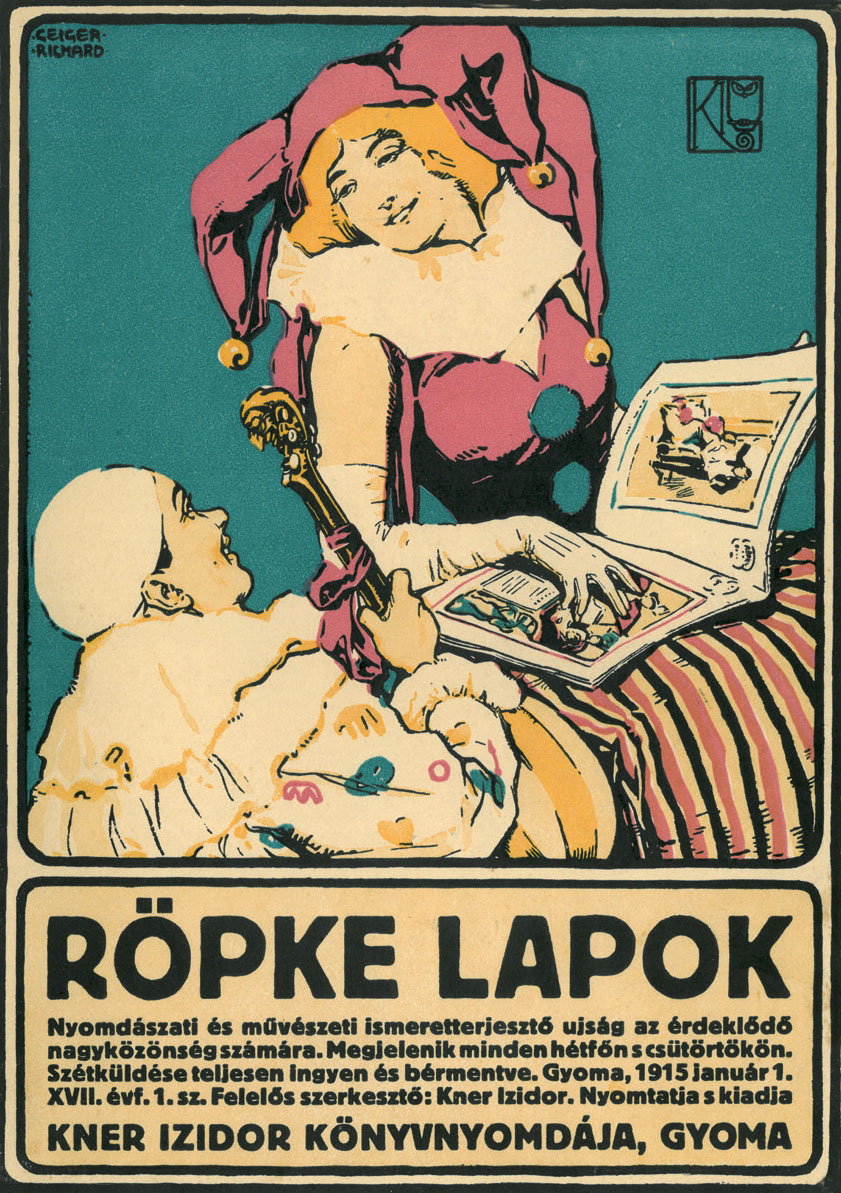
Röpke Lapok – nyomtatvány mintatár

A hivatalos nyomtatványok mellett egy másik, országos, sőt nemzetközi piacon is terjeszthető terméket is talált Kner Izidor: a gyomai nyomda művészi kivitelű báli meghívói hamar népszerűvé váltak. És valóban nemcsak itthon, hanem külföldön is hódítottak: Bécs, Párizs és Berlin városából is érkeztek rendelések.
Ezelőtt a meghívók kilencven százalékát főleg német vagy cseh nyomdából importálták, s nem azért mert különösen szépek lettek volna, hanem azért mert nem volt más. Kner Izidornak volt bátorsága szembeszállni az akkor jól bevált vállalatokkal szemben és meglepte a szakvilágot egy szerény számú, de annál ízlésesebb, művészi kivitelű meghívósorozattal.
Pályázatokat írt ki festőknek és grafikusoknak a meghívók elkészítésére, s a megrendelhető meghívókat a Röpke Lapok című folyóiratban adta közre.

## Az első könyvek
Annak ellenére, hogy a könyvkiadás hozta az itthoni és nemzetközi sikert, ez az üzletág csak másodlagos szerepet játszott a gyomai nyomdában.
A nyomda alapítása utáni első évtizedben Kner Izidor elsősorban a környék egyháza által rendelt énekeskönyveket illetve vallási szövegeket nyomtatott. Később a nyomda a közigazgatás felé fordult, majd a környező településeken használt tankönyvek nyomását végezték.
Kezdetben a legszebb kiadványok éppen a nyomdáról szóltak, például a Kalászok és kévék című antológiában szép képekkel illusztrált összeállításában mutatta be nyomdáját.
A könyvkiadás igazából az elsőszülött fiú, Kner Imre munkába állásával indult meg. Lipcsében tanult, és az itt folytatott tanulmányai után tért vissza Gyomára, és 17 éves korában a nyomda technikai vezetője és a könyvkiadás irányítója lett. Az első jelentősebb munkája Thury Zoltán összes műveinek kiadása volt.
1910-es évek közepétől Kner Imre különös intenzitással kezdte el keresni a helyes utat és azt a szellemi irányt, ami mellé odaállhatna. Szerette volna megteremteni a tömegtermelés és esztétikum harmóniáját. Fiatal modern írók munkáit hozzák, modern magyar grafikusok illusztrációival. Ilyen kiadvány volt Kosztolányi Dezső Tinta című kötete vagy Balázs Béla könyvei. Kner Imre növelni igyekezett kínálatát, így megjelentek a kiadói palettán a szélesebb olvasótábort vonzó, népszerű kiadványok: kísértethistóriák, fantasztikus történetek.

## A második nyomdai kísérlet
Az első világháború jelentős anyagi kárt okozott a nyomdának, megtörte fejlődését. 1917-ben felveszi vele Kozma Lajos a kapcsolatot, aki szívesen vállalta a könyvek illusztrálását. Eldöntik közös munkájuk irányát: a barokk felé fordulnak. Munkájukkal megnyerték Király György irodalomtörténészt, és hármójuk nagyszerű munkájának eredménye a különböző sorozatok. 
A Kner – Kozma – Király- korszak első vállalkozása a Három Csepke Könyvek voltak, aztán a magyar irodalom remekeit felvonultató Kner-klasszikusok 12 kötete, majd a Monumenta Literatum 24 kötete. A kötetek sikere megalapozta a Kner Nyomda hírét. De hiába tudta a gyomai nyomda produkálni a legmagasabb színvonalat, nem volt fizetőképes kereslet, s politikai okok miatt is gyakorlatilag visszavonult a kiadástól.
A nyomdát a két világháború között is Kner Izidor irányította, de a könyvkötés egésze Imre kezében volt. Az alapító csupán egyszer lépett ismét előtérbe, amikor a nyomda alapításának 50. évfordulóján megjelentette annak alapításának történetét, melybe saját élettörténetét is belefűzte.

## Magánkiadványok
A Kner Nyomda tipográfiailag értékes könyveinek volt egy része, amely csak nagyon szűk réteghez jutott el. Kner Imre részben a kísérletezés kedvéért, részben személyre szóló ajándékként gyakran adott ki úgynevezett „privatdruck”-okat, azaz magánkiadványokat.
A privatdruck legfeljebb néhányszor tíz példányban megjelenő, könyvárusi forgalomba nem került kiadvány. Készültek ilyen kiadványok jeles alkalmakra családi ajándékként, de gyakran meglepte barátait is egy-egy személyre szóló egypéldányossal is.
Ezek a kiadványok sok elismerést hoztak a nyomdának, de akadtak olyanok is, akik ellenérzéssel reagáltak, a nyilvánosság kizárása miatt.
A családdal jó barátságban lévő Móra Ferenc több ilyen egypéldányos könyvet is kapott, de Kner Imre felesége, Kulka Etelka révén jól ismert Kodály Zoltánt is meglepték néhány a műveivel kapcsolatos egypéldányossal.
A magánykiadványok Kner Izidor nyomdászmesterséget tanuló unokái számára is kiváló terepet jelentettek mind tanulásra, mind pedig a szakmai bemutatkozásra.

## A nyomdai szolgáltatás korszaka
1944 tavaszán elhurcolták Kner Imrét, majd később családját is. A tulajdonosok elhurcolását követően Kner Endre felesége vezette a nyomdát az akkori dolgozók segítségével.
A Kommunisták Magyarországi Pártja megbízása során kapták a háború után az első rendelést Sztálin rövid életrajza címmel. Később a Vörös Hadseregtől is rengeteg megbízást kaptak: többek között a hadsereg különféle nyomtatványait és magyar-orosz szótárakat bízták rájuk.
1949 decemberében került állami tulajdonba Knerék nagy múltú nyomdája, és ezt követően Gyomai Nyomda néven szerepelt.
1952. május 1-jétől a nyomda a békéscsabai Békési Nyomda telephelye lett, majd néhány évvel később a gyulai székhelyű Békés Megyei Nyomdaipari Vállalathoz csatolták. Sokáig nem került ki könyv a nyomdából, de az ötvenes évek közepén felcsillant a remény, több kiadó is rendelt könyvet a nyomdától. Ekkor a nyomda vezetője Malatinszky Lajos, aki Kner Imre bizodalmas munkatársa volt, a kneri hagyományok őrzője és ápolója, így ez az időszak méltó folytatása volt az egykori nyomdai munkálatoknak.
1956 decemberében megalakult a Magyar Helikon Könyvkiadó kiadó, amely igényes kiadványainak nyomdai kivitelezését ezután Gyomán rendelte meg, ezáltal a nyomda ismét magára talált, a minőségi könyvkészítésben rejlő értékeit hasznosíthatta, kamatoztathatta.
1960-as évek elején megnőtt a kereslet a minőségi könyvek iránt, de az új igényeket csak korszerű technikai eszközökkel lehetett kielégíteni, ezért 1963. július elsejétől hozzácsatolták a békéscsabai Békési Nyomdához, és az egyesített vállalat felvette a Kner Nyomda nevet, a központ Békéscsaba lett. A gyomai üzemben kétféle termékcsoport készült: a könyv és a színes gyártmányismertetők, idegenforgalmi prospektusok.

## A mai nyomda
Az 1989-es rendszerváltást követően a privatizációs folyamat következtében a nyomda Gyomai Kner Nyomda néven 1991. január 1-jétől önálló gazdálkodású Kft-ként működött.
1992-től privát tulajdonba került, 1994-től pedig részvénytársasággá alakult át. Megkezdődött a fő profil átalakítása: a könyvkészítés mellett színes szakfolyóiratok és a személyi jövedelemadó bevallásához szükséges nyomtatványok gyártása kezdődött, majd később felújították a régi kneri hagyományokon alapuló közigazgatási nyomtatványok készítését.
Később a további korszerűsítések során végleg felszámolták a kézi szedést és vele együtt a magas nyomtatást. 1998-ban bevezették a digitális nyomtatást.
A magas színvonalú szépirodalmi és művészeti témájú kiadványok mellett a mai napig igen jelentős az ismeretterjesztő és az oktatást elősegítő könyvek készítése.
A nyomda és a család emlékét az 1970-ben alapított múzeum őrzi, melyet Kner Imre egykori lakóházában alakítottak ki.
A Gyomai Kner Nyomda Zrt. a 2005-ben a tőzsdére bejegyzett ANY Biztonsági Nyomda Csoport tagja.